# Spiegelsymmetrie

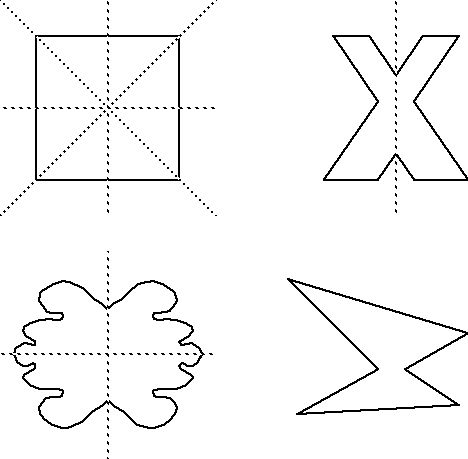
Drie van deze figuren zijn spiegelsymmetrisch, één niet

Spiegelsymmetrie is het soort van symmetrie met betrekking tot spiegeling. Het is de meest gebruikelijke soort symmetrie, al heeft de veelvoorkomende balk ook rotatiesymmetrie. De spiegeling gebeurt in 3D ten opzichte van een vlak en in 2D ten opzichte van een lijn. Bij een spiegelsymmetrische figuur heten de lijn en het vlak waarin de figuur op zichzelf wordt gespiegeld de symmetrieas en het symmetrievlak. Het spiegelvlak komt in de praktijk in drie dimensies overeen met een spiegel.
Een figuur die van zijn spiegelbeeld niet te onderscheiden is, heet spiegelsymmetrisch. Men spreekt in het platte vlak van lijnsymmetrie. Een spiegelsymmetrische figuur van papier kan langs de symmetrieas precies worden dubbelgevouwen. Een vierkant heeft vier symmetrieassen, er zijn vier 'vouwlijnen', een cirkel heeft er oneindig veel. Spiegelsymmetrische driehoeken zijn gelijkbenig. De vlieger en het gelijkbenige trapezium zijn spiegelsymmetrische vierhoeken.